# Gerhard Schubert (Mediziner)
Gerhard Schubert  (* 5. Januar 1907 in Trebnitz/Schlesien; † 18. Februar 1964 in Hamburg) war ein deutscher Gynäkologe, Geburtshelfer, Chirurg, Humangenetiker und Strahlenbiologe.

## Leben

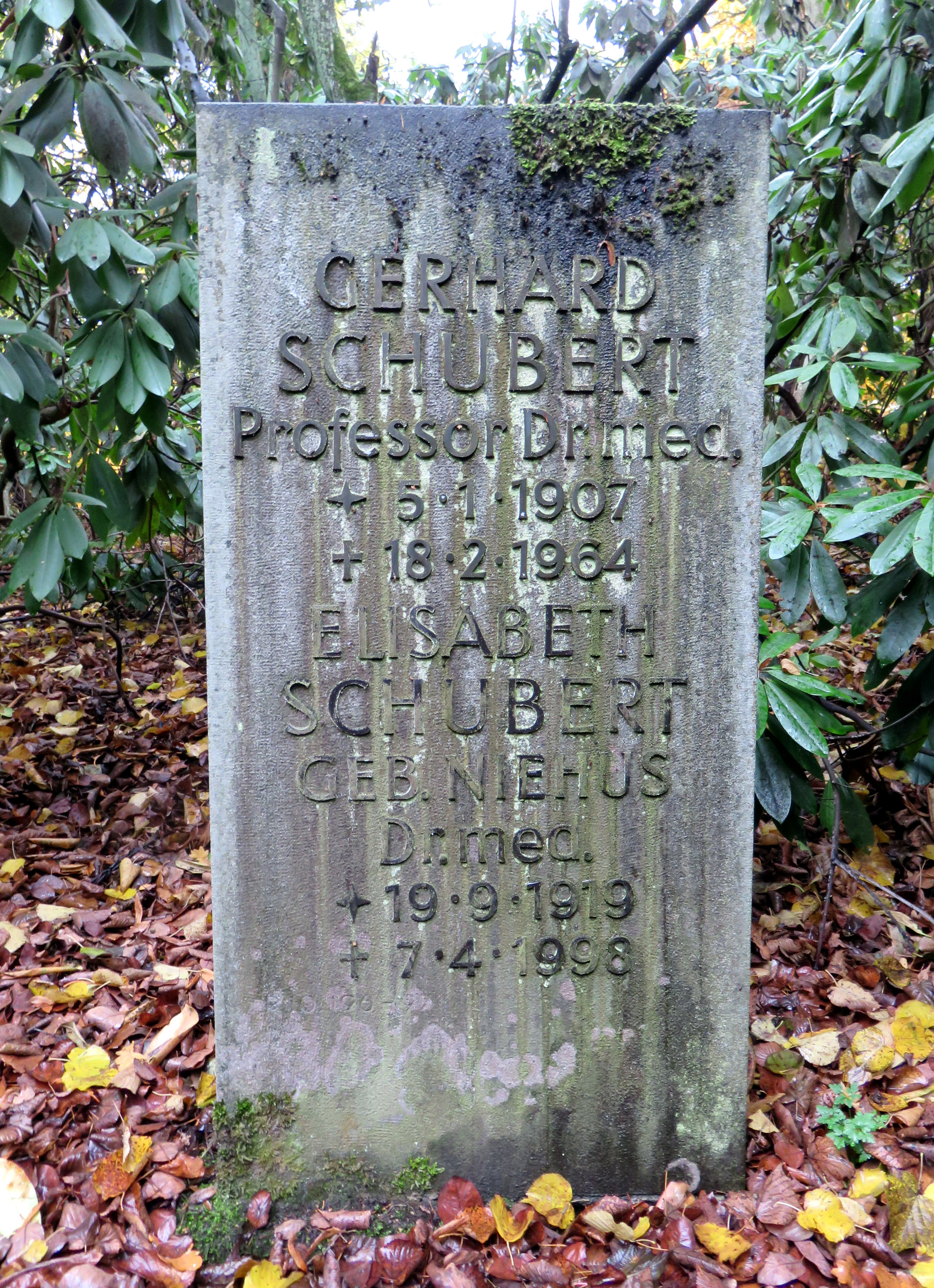
Grabstein Gerhard Schubert auf dem Friedhof Ohlsdorf

Schubert studierte Medizin an den Universitäten Breslau und Wien. Danach begann er eine Ausbildung in Dresden an der Chirurgischen Klinik des Stadtkrankenhauses Dresden-Johannstadt und am dortigen pathologischen Institut. Anschließend wechselte er an das Kaiser-Wilhelm-Institut für Hirnforschung nach Berlin-Buch, wo er bei dem Strahlengenetiker Nikolai Wladimirowitsch Timoféew-Ressowski an Problemen der Mutationsforschung, der selektiven Befruchtung und der strahlenbedingten Erbschäden arbeitete. 1939 wechselte Gerhard Schubert an die Frauenklinik der Georg-August-Universität Göttingen unter Heinrich Martius. Er wurde Oberarzt und zum Privatdozenten ernannt. 
Im Zweiten Weltkrieg war Schubert von 1943 bis 1944 im Sanitätsdienst als Stabsarzt am Ortslazarett Nordbahnhof Paris eingesetzt. Gleichzeitig betrieb er eine selbständige Forschungstätigkeit am Institut für Nuklearchemie des Collège de France bei Frédéric Joliot-Curie.
Nach dem Krieg verband Schubert in Göttingen seine Erkenntnisse der Kernphysik mit deren Anwendungen im medizinischen Bereich. Schubert konnte 1950 nach seiner Berufung auf den Lehrstuhl für Gynäkologie und Geburtshilfe der Universität Hamburg fünf seiner Göttinger Mitarbeiter mitnehmen und gründete mit ihnen eine neue Forschungsgruppe an der Hamburger Frauenklinik. Für seine Forschungen nutzte er den neben der Frauenklinik stehenden Luftschutz-Hochbunker, den er entrümpeln und für seine Laboratoriumszwecke herrichten ließ. 
Er befasste sich mit Problemen des Strahlenschutzes, der Strahlenresistenz, dem Einfluss ionisierender Strahlen und chemischer Stoffe auf die Behandlung bei Krebserkrankungen. Einer seiner Schüler war Gerhard Bettendorf (1926–2009).
Schubert verfasste über 100 Publikationen. Seine 1947 publizierte Monographie "Kernphysik und Medizin" hat in Deutschland und im Ausland die Anwendung von Strahlen bei Krebserkrankungen stimuliert. 
1954 und 1959 war er Vorsitzender der Norddeutschen Gesellschaft für Gynäkologie und Geburtshilfe. Er war langjähriger Mitarbeiter der Zeitschrift Strahlentherapie. 
Er war Mitglied der Deutschen Atomkommission und der Deutschen Forschungsgemeinschaft. 1960 wurde er Mitglied der Deutschen Akademie der Naturforscher Leopoldina. Er starb 1964 im Alter von 57 Jahren und wurde auf dem Friedhof Ohlsdorf bestattet.

## Schriften
- Gerhard Schubert, Artur Pickhan: Erbschädigungen. Georg Thieme, Leipzig 1938
- Gerhard Schubert: Kernphysik und Medizin. Muster-Schmidt, Göttingen 1947
- Hans Marquardt, Gerhard Schubert: Die Strahlengefährdung des Menschen durch Atomenergie. Probleme der Strahlenbiologie im technischen Zeitalter. Rowohlt, Hamburg 1959
- Josef Becker, Gerhard Schubert (Hrsg.): Die Supervolttherapie: Grundlagen, Methoden und Ergebnisse der Therapie mit energiereichen Teilchen und ultraharten Strahlen. Thieme, Stuttgart 1961